# Kvalifikace na Mistrovství světa ve fotbale 1998
V kvalifikaci na Mistrovství světa ve fotbale 1998 se národní týmy ze šesti fotbalových konfederací ucházely o 30 postupových míst na závěrečný turnaj. Pořadatelská Francie spolu s obhájcem titulu – Brazílií měli účast na závěrečném turnaji jistou. kvalifikace se účastnilo 174 zemí.
| Region                                        | Počet místenek na finálovém turnaji pro tento region | Počet účastníků kvalifikace v tomto regionu |
| --------------------------------------------- | ---------------------------------------------------- | ------------------------------------------- |
| Afrika (CAF)                                  | 5                                                    | 38                                          |
| Asie (AFC)                                    | 3,5*                                                 | 36                                          |
| Evropa (UEFA)                                 | 15 (včetně pořadatelské Francie)                     | 49                                          |
| Jižní Amerika (CONMEBOL)                      | 5 (včetně Brazílie)                                  | 9                                           |
| Oceánie (OFC)                                 | 0,5*                                                 | 10                                          |
| Severní, Střední Amerika a Karibik (CONCACAF) | 3                                                    | 30                                          |

* Poloviny míst znamenají místa v mezikontinentální baráži.

## Kvalifikační skupiny
Celkem 168 týmů sehrálo alespoň jeden kvalifikační zápas. Bylo jich sehráno 643 a padlo v nich 1922 branek (tj. 2,99 na zápas).

### Afrika (CAF)
(38 týmů bojujících o 5 místenek)
Africké kvalifikace se po dodatečném odhlášení dvou týmů zúčastnilo 36 reprezentací. Čtveřice nejlepších podle žebříčku FIFA byla nasazena přímo do skupinové fáze, zatímco zbylých 32 týmů se účastnilo předkola hraného systémem doma a venku. Ve skupinové fázi bylo 20 týmů rozlosováno do 5 skupin po 4 týmech. Vítězové skupin následně postoupili na MS.

### Asie (AFC)
(36 týmů bojujících o 3 nebo 4 místenky - baráž proti týmu z Oceánie rozhodla o držiteli čtvrté místenky)
V první fázi bylo všech 36 týmů rozlosováno do 10 skupin po třech, resp. čtyřech celcích. Některé skupiny se hrály na centralizovaném místě a některé systémem každý s každým doma a venku. Vítězové skupin následně postoupili do druhé skupinové fáze, kde bylo 10 týmů rozlosováno do dvou skupin po pěti. První tým z obou skupin postoupil na MS. Celky na druhých místech sehrály baráž na neutrální půdě. Její vítěz se stal dalším postupujícím na MS a poraženého čekala mezikontinentální baráž proti vítězi zóny OFC.

### Evropa (UEFA)
(49 týmů bojujících o 14 místenek)
Všech 49 reprezentací bylo rozlosováno do 9 skupin po 6, resp. 5 týmech. První tým každé skupiny spolu s nejlepším celkem ze druhých míst postoupil přímo na MS. Zbylá osmička na druhých místech se utkala v baráži o zbylé čtyři místenky.

### Jižní Amerika (CONMEBOL)
(9 týmů bojujících o 4 místenky)
Všichni účastníci ze zóny CONMEBOL utvořili jednu devítičlennou skupinu, kde se utkali dvoukolově každý s každým a první čtveřice postoupila na MS.

### Oceánie (OFC)
(10 týmů bojujících o 0 nebo 1 místenku - baráž proti týmu z Asie rozhodla o držiteli této místenky)
Nejlepší čtveřice týmů zóny OFC byla nasazena přímo do druhé fáze. V první fázi byla šestice týmů rozdělena podle geografických kritérií do Melanéské a Polynéské skupiny. Obě se hrály na jednom centralizovaném místě. Vítěz Melanéské skupiny postoupil přímo do druhé fáze. Druhý tým Melanéské skupiny se utkal s vítězem Polynéské skupiny systémem doma a venku. Vítěz dvojzápasu postoupil do druhé fáze. Tam byla šestice celků rozlosována do dvou skupin po třech. Týmy se zde utkaly dvoukolově na jednom centralizovaném místě. Vítězové obou skupin se systémem doma a venku utkali o účast v baráži proti čtvrtému týmu zóny AFC.

### Severní, Střední Amerika a Karibik (CONCACAF)
(30 týmů bojujících o 3 místenky)
V zóně CONCACAF bylo hned několik kvalifikačních fází. Nejlepší šestice týmů v žebříčku FIFA byla přímo nasazena do semifinálové fáze. Zbylých 24 týmů bylo rozděleno do dvou zón. V té Karibské se 20 reprezentací (po předkole zredukováno na 16) utkalo vyřazovacím systémem doma a venku o čtyři místenky v semifinálové fázi. Ve středoamerické zóně byly 4 celky rozlosovány do dvojic, kde se utkaly systémem doma a venku o dvě místenky v semifinálové fázi. V ní bylo dvanáct týmů rozlosováno do tří skupin po čtyřech. První dva týmy z každé skupiny postoupily do finálové fáze, ve které byla jedna skupina čítající 6 týmů. První tři z této skupiny postoupili na mistrovství světa.

## Mezikontinentální baráž
- Čtvrtý celek zóny AFC ( Írán) se utkal s vítězem zóny OFC ( Austrálie).

| 22. listopadu 1997 |       |                  |                                                                              |
| Írán               | 1 – 1 | Austrálie        | Azadi Stadium, Teherán diváci: 128 000 rozhodčí: Pierluigi Pairetto (Itálie) |
| Khodadad Azizi 40' |       | Harry Kewell 19' | Azadi Stadium, Teherán diváci: 128 000 rozhodčí: Pierluigi Pairetto (Itálie) |

| 29. listopadu 1997                  |       |                                      |                                                    |
| Austrálie                           | 2 – 2 | Írán                                 | Melbourne Cricket Ground, Melbourne diváci: 88 000 |
| Harry Kewell 32' Aurelio Vidmar 48' |       | Karim Bagheri 71' Khodadad Azizi 75' | Melbourne Cricket Ground, Melbourne diváci: 88 000 |

Celkové skóre dvojzápasu bylo 3:3. Na Mistrovství světa ve fotbale 1998 postoupil  Írán díky více vstřeleným brankám na hřišti soupeře.